# Fuga do Mundo Bizarro
Fuga do Mundo Bizarro (no original em inglês:  Escape from the Bizarro World) é um arco de história publicado entre agosto e outubro de 2007 pela DC Comics, uma empresa ligada ao grupo Time-Warner. Escrita por Geoff Johns e Richard Donner e desenhada por Eric Powell, a história foi publicada nas edições 855, 856 e 857 da revista Action Comics. A trama, a segunda colaboração entre os autores, sucedendo a O Último Filho, retrata Superman indo até o "Mundo Bizarro" — um planetoide quadrado habitado pelo incompreendido Bizarro e diversas versões deformadas de pessoas do planeta Terra — para resgatar seu pai, Jonathan Kent.
Embora tenha sido recebida com menos entusiasmo que a história anterior, Fuga do Mundo Bizarro foi avaliada de forma positiva, muito em parte por causa da arte de Powell, que conseguiu incorporar as diversas influências da "Era de Prata" presentes na história — de forma até mais bem-sucedida que os roteiristas, segundo a visão de parte da crítica — e as três edições que compõem a história venderam, somadas, cerca de 160 mil exemplares.
A história faz parte de uma série que Johns produziria entre 2006 e 2009 na qual, ao mesmo tempo que dava continuidade à história de Superman, caracterizando-o como alguém que já atuava como super-herói há mais de uma década, incluía referências inéditas aos primeiros anos de sua vida e também reincorporava ao cânone elementos da mitologia do personagem que haviam sido eliminados por outros escritores anteriormente. O escritor Kurt Busiek foi um dos colaboradores de Johns, mas as histórias produzidas no período foram prejudicadas pelo atraso na publicação da conclusão de O Último Filho, levando a questionamentos sobre a ordem cronológica dos diferentes eventos narrados pelos autores. A história se situa após a maior parte das histórias de Busiek, notadamente aquelas publicadas na revista Superman, incluindo O Terceiro Kryptoniano, publicada no mesmo ano; e também após O Último Filho, concluída em 2008, mas antes das histórias 3-2-1 Action, de Busiek, e Superman e a Legião de Super-Heróis, de Johns, publicadas entre 2007 e 2008.

## Antecedentes e contexto

### As primeiras histórias de Superman e Bizarro
Superman surgiu na década de 1930, mas foi a partir da metade final da década de 1950 que muitos dos elementos mais fantásticos comumente associados ao personagem foram introduzidos em sua mitologia. Naquela época, o editor responsável pelas histórias era Mort Weisinger, e ele tinha como hábito conversar com as crianças que liam as revistas do personagem para perguntá-las o que gostariam de ver nas próximas edições — é desse relacionamento que teriam surgido personagens como a Supergirl e Krypto, o Super-Cão e locais como a cidade engarrafada de Kandor e a Fortaleza da Solidão. Embora populares dentre as crianças, muitos desses conceitos eram vistos como excessivamente infantis por alguns dos leitores mais velhos. O surgimento de Superman, com a publicação de Action Comics #1, marca o início da "Era de Ouro" das histórias em quadrinhos americanas.
A "Era de Ouro" compreende o material produzido entre o final da década de 1930 e o final da década seguinte, aproximadamente. O término é motivo de debate, mas considera-se geralmente como marco inicial da "Era de Prata" a publicação da revista Showcase Comics #4, lançada pela DC em 1956. Naquela edição apresentou-se uma nova versão, modernizada, do personagem The Flash — o primeiro de muitos personagens a serem repaginados pela editora nos anos seguintes sob o comando do editor Julius Schwartz. É comumente aceito que a Era de Prata foi sucedida pela Era de Bronze. O marco de transição entre um período e o outro, entretanto, não é claro, e existem diversas possibilidades tanto para o término de uma quanto para o início da outra. O pesquisador Arnold T. Blumberg acredita que a transição entre os dois períodos foi gradual, se estendendo desde o final da década de 1960 até 1973, quando foi publicada pela Marvel Comics a história The Night Gwen Stacy Died — o ápice de um ideal que vários profissionais vinham defendendo naquele período de transição: abordar temas mais maduros, ainda que estes estivessem sendo "filtrados" pela "lente simplista dos super-heróis". Uma das diversas possibilidades para o término é a aposentadoria de Mort Weisinger, editor responsável pelas revistas de Superman durante o período. Sua saída, sendo posteriormente substituído por Julius Schwartz, seria um ponto de transição para a "Era de Bronze".

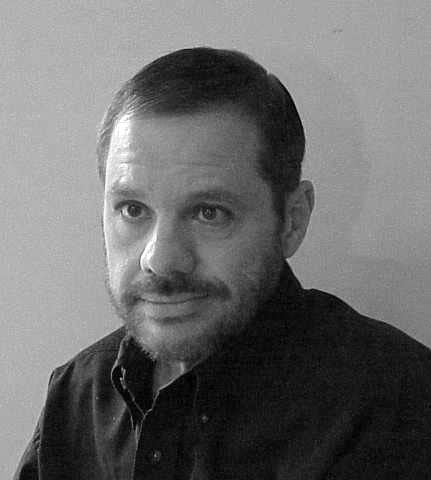
O escritor Martin Pasko removeu o apelo cômico de Bizarro na "Era de Bronze" e o estabeleceu como um monstro violento e irracional.

Dentro desse contexto, Bizarro surge dentro da continuidade "pré-Crise" da DC Comics, qual seja, entre 1938 e 1986, mais especificamente durante o período histórico entendido como "Era de Prata". Dentro do universo ficcional, Bizarro fora uma criação de Lex Luthor, que tentava usar um "raio duplicador" para produzir uma cópia de Superman. O resultado fora uma criatura que apresentava características "invertidas" em comparação com o herói, possuindo "visão congelante" ao invés de "visão de calor", como o Superman. Seu uniforme tinha um "S" invertido e ele usava uma placa com os dizeres "Bizarro #1", para se diferenciar dos demais "Bizarros" que habitavam o Mundo Bizarro, planeta onde ele passou a morar com sua esposa, "Lois Lane Bizarro" e que foi povoado por clones dos dois.
Se no período em que Weisinger esteve à frente das revistas Bizarro se tornara um dos elementos mais comumente presentes nas história, o oposto se daria na década de 1970, quando o editor Julius Schwartz e sua equipe tentariam abordar histórias de maior dramaticidade. A única aparição do personagem nesse período fora numa história escrita por Martin Pasko para as edições 305 e 306 da revista Superman, onde o personagem perdeu todo o apelo cômico/infantil, sendo caracterizado como um monstro feroz e irracional.
Seguido a uma expressiva queda nas vendas durante a década de 1970 e a primeira metade da década de 1980, o editor Andrew Helfer recebeu da DC Comics a incumbência de escolher os escritores que trabalhariam nas revistas de Superman após a conclusão do evento Crise nas Infinitas Terras. Para as revistas de Superman, o crossover representaria o término de toda a continuidade estabelecida desde 1938. Essa reformulação, promovida a partir de 1986, realizou profundas modificações em toda a mitologia do personagem a partir de 1986. O vilão Lex Luthor, por exemplo, deixou de ser caracterizado como um "cientista louco" e passou a ser apresentado nas histórias como um empresário corrupto dono de diversas empresas na cidade de Metrópolis. No processo, uma nova origem e caracterização para o Superman foi elaborada a partir da minissérie The Man of Steel e das histórias publicadas entre 1986 e 1988.

### Revisionismo "pós-Crise" (após 1986)

A primeira aparição de Bizarro na continuidade estabelecida após 1986 se deu em The Man of Steel #5.

Na continuidade "pós-Crise", Bizarro surge em The Man of Steel #5 (1986), onde Superman é inadvertidamente escaneado por uma equipe médica da LexCorp quando confronta Lex Luthor sobre seus esquemas corruptos. O Dr. Teng usa uma máquina de clonagem para tentar duplicar Superman, mas em virtude do seu DNA alienígena, a máquina não consegue copiá-lo completamente: a criatura que surge assemelha-se a Superman num primeiro momento, mas ao entrar em contato com o ar sua pele se cristaliza. Frustrado, Luthor ordena que a criatura seja descartada, mas ela ressurge, pensando ser o verdadeiro Superman, e consegue impedir que a irmã cega de Lois Lane, Lucy, cometa suicídio. As pessoas fogem amedrontadas ao avistarem Bizarro, e seus atos em Metrópolis o levar a lutar contra Superman. A batalha entre os dois termina com a criatura se desfazendo, e virando uma poeira que, ao entrar em contato com Lucy Lane, lhe devolve a visão.
Uma segunda versão do personagem é apresentada durante as histórias da década de 1990, quando Lex Luthor II — identidade adotada pelo próprio Luthor, que num corpo clonado e rejuvenescido, se passava por seu próprio filho — descobre que seu corpo está passando por um processo de degeneração, e tenta utilizar o mesmo processo de clonagem de Superman para conseguir uma cura para si. Ao final da história, a criatura é igualmente destruída, mas durante as edições em que ela apareceu, a equipe então responsável pelas histórias buscou retratá-la de forma que conciliasse todas as versões do personagem, mas se mantivesse fiel à versão criada por Binder originalmente — "o monstro irracional rejeitado que é forçado a reconhecer que não é o verdadeiro Superman", nas palavras de Jon Bogdanove, desenhista de Superman: The Man of Steel #37, uma das cinco partes de Bizarro's World.
Embora alguns historiadores e jornalistas defendam que desde a reformulação promovida em 1986 Superman não era mais costumeiramente caracterizado como um herói inspirador, são as histórias publicadas na década de 1990, particularmente após a morte do personagem, aquelas apontadas como as que o herói era mostrado mais como alguém cheio de dúvidas do que como o ícone que deveria ser. Uma série de eventos publicados entre 2003 e 2005 culminaria na publicação de Crise Infinita, um crossover planejado não apenas como uma homenagem à história Crise nas Infinitas Terras, que naquele ano completaria vinte anos, mas como uma análise do valor, não apenas dos três principais heróis da DC Comics — Superman, Batman e Mulher-Maravilha — mas de todo o Universo DC, que havia se tornado algo excessivamente sombrio e dramático em comparação ao que era antes de 1986. Superman foi alvo de algumas das maiores "críticas" do evento. Em texto publicado em seu blog, Alan Kistler aponta que, no início de Crise Infinita, Batman é usado como veículo para questionar o que Superman havia se tornado nos últimos anos, alguém que "tentava demais se identificar com a humanidade, esquecendo do seu poder e do seu papel". Eventualmente Superman perceberia que o colega estava certo, e durante o evento, voltou a se apresentar novamente como um líder, alguém que inspira confiança naqueles que o seguem e renova as esperanças daqueles que dele precisam.

## Histórico

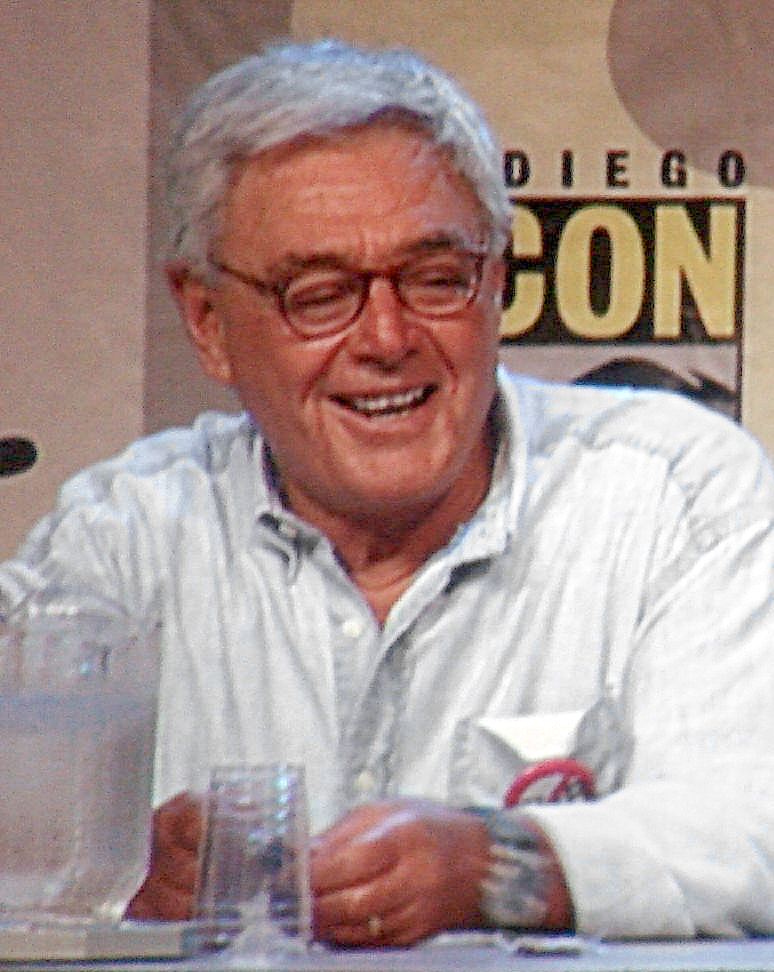
O cineasta Richard Donner.

Em 2006 Geoff Johns, o responsável por Crise Infinita, foi anunciado como o escritor que assumiria o cargo de roteirista da revista Action Comics. Ao seu lado, inicialmente, estaria Kurt Busiek, que havia assinado um contrato de exclusividade com a editora no final de 2005, e fazer parte da nova equipe criativa responsável pelas histórias de Superman foi uma das razões que o fez aceitar a proposta.
Up, Up and Away! foi a primeira de uma série de histórias que a dupla produziria nos anos seguintes para, ao mesmo tempo que davam continuidade à história de Superman, incluir referências inéditas aos primeiros anos de sua vida. Inicialmente Up, Up and Away! terminaria em junho de 2006 e seria sucedida por duas histórias diferentes: em Superman seria publicada uma história escrita por Busiek e desenhada por Carlos Pacheco e Jesus Merino, e em Action Comics seria publicada outra história, esta escrita por Johns em parceria com o cineasta Richard Donner e desenhada por Adam Kubert. Em julho daquele ano, entretanto, apenas a história de Busiek, A Queda de Camelot, seria publicada conforme o cronograma original. A partir de Action Comics #841 foi publicada a história Back in Action, elaborada por Busiek como uma continuação imediata à Up, Up and Away!.
A partir de O Último Filho e Fuga do Mundo Bizarro, Johns e o cineasta Richard Donner, coautor, introduziriam novamente na mitologia do personagens diversos elementos da continuidade "pré-crise", em particular do período correspondente à "Era de Prata", que haviam sido abandonados após 1986.

### Produção e primeiras publicações
| |  |  |
| A nova versão do vilão Bizarro foi destaque na capa de Action Comics #845 (à direita). Mon-El protagonizou "Quem É o Irmão Mais Velho de Clark Kent?", a principal história de Action Comics Annual #10, onde também foi apresentado o novo "Mundo Bizarro" |  |  |

Segundo Johns, que reintroduziu o personagem na mitologia moderna na história O Último Filho, Bizarro "é como Frankenstein. Alguém que está desorientado e cujas intenções são perturbadoras. Bizarro é definitivamente uma ameaça. Ele é perigoso, e é assim que o Super-Homem o enxerga. Não como um personagem divertido ou engraçado. Há muita tristeza nele também. Ele não sabe se comunicar, não entende o modo como as pessoas reagem a ele e o porquê". A versão apresentada mora no "Mundo Bizarro", um local "assustador e sombrio" e surge logo no início da trama.
Na revista Action Comics Annual #10, Johns publicaria uma história principal e uma série de histórias curtas, todas relacionadas aos personagens envolvidos na saga O Último Filho, então publicada em Action Comics. Outro personagem que é reintroduzido na mitologia moderna de Superman durante a trama é o alienígena Mon-El. Em Action Comics Annual #10, Mon-El protagoniza a principal história e tem uma nova versão da sua origem publicada, apresentando-o na continuidade estabelecida após Crise Infinita como um amigo de infância de Clark Kent. A história, "Quem É o Irmão Mais Velho de Clark Kent?", tem arte de Eric Wright e Lee Loughridge.
Foram publicadas ainda outras quatro histórias escritas por Donner e Johns: "As Muitas Mortes do Superman", desenhada por Art Adams, restabelecendo as motivações do ódio de Lex Luthor por Superman; "Mistério Sob o Céu Azul", desenhada por Joe Kubert, apresentando a existência do "Mundo Bizarro"; "As Formas Mais Mortais da Kryptonita", desenhada por Gary Frank, apresentando as diferentes formas de kryptonita e reformulando o personagem Metallo; e "Os Criminosos de Krypton", desenhada por Rags Morales, apresentando a origem dos vilões da trama: Zod, Ursa e Non foram condenados ao exílio na Zona Fantasma por terem provocado uma insurreição contra o Conselho Científico de Krypton, que não dava ouvidos aos avisos de Jor-El sobre a destruição do planeta. Além das histórias, dois quadros especiais foram incluídos na publicação: um apresentando uma lista dos dez maiores inimigos de Superman, e outro detalhando a nova Fortaleza da Solidão.

### Entrada de Eric Powell e sucessão

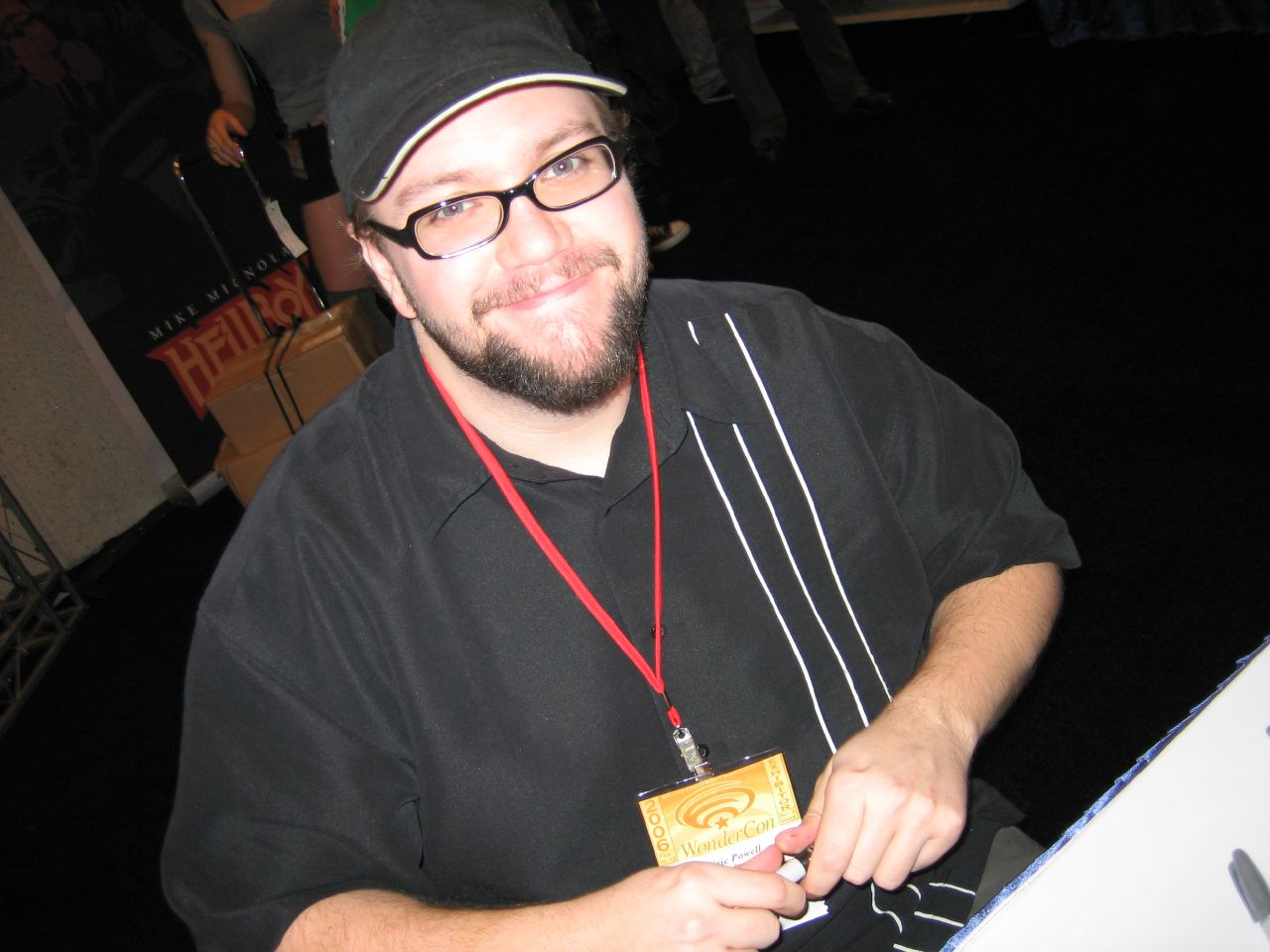
O artista Eric Powell, responsável por continuar a história de Bizarro em Fuga do Mundo Bizarro.

Em uma postagem no fórum de discussão do site "Newsarama", o próprio Johns esclareceria que os atrasos não se davam em razão de Donner, negando que a agenda do cineasta em Hollywood estaria atrasando os roteiros. Pedindo desculpas pelos atrasos, ele declararia que Kubert está demorando muito mais do que o esperado para concluir seu trabalho Em outra postagem no mesmo site, Johns esclareceria que apenas a conversão da arte da quarta parte da história para o formato 3-D teria levado seis semanas.
Quase dois anos foram necessários para que as cinco edições que completavam a história de O Último Filho fossem publicadas. O desenhista Adam Kubert somente concluiria a arte da última história em março de 2008. O editor-chefe da DC Comics apontaria os atrasos no cronograma de publicação como uma quebra do compromisso com os leitores, e que não pretendia permitir que situações semelhantes acontecessem novamente.
Em junho de 2007 a edição 3-D, Action Comics #851, seria publicada, após vários adiamentos. A edição foi convertida para o formato 3-D pelo ilustrador Ray Zone, em um de seus últimos trabalhos com quadrinhos antes de falecer e inicialmente o cronograma de publicação anunciado previa a conclusão da história em agosto daquele ano: as edições 851, 852 e 853 teriam os três capítulos restantes da trama. À época, foi anunciado a publicação de um Action Comics Annual em 2008 e também que Kubert não seria o desenhista de "Escape from the Bizarro World", a história seguinte a ser produzida por Johns e Donner, mas sim o artista Eric Powell. A publicação dessa segunda trama começaria em Action Comics #854 e em uma postagem no site "Newsarama" Johns afirmaria que ele e Donner já planejavam após dessa segunda trama a produção de outras três histórias: The Prison that Held Doomsday, The Auspicious Autobiography of the Toyman e The Madness of Mr. Mxyzptlk.

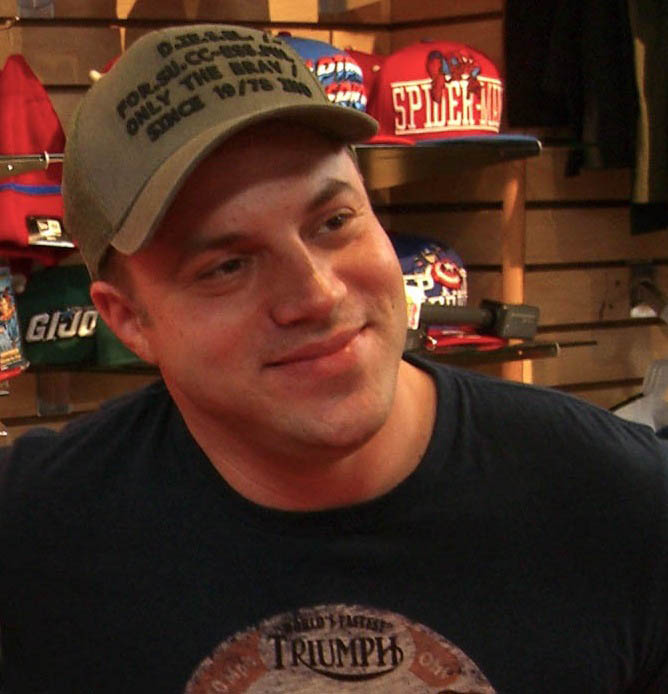
Geoff Johns, em foto de 2012.

A história "tapa-buraco" produzida por Kurt Busiek e Brad Walker para as edições 852 e 853 de Action Comics se estenderia até a edição 854 e seria protagonizada por Jimmy Olsen, e somente em Action Comics #855 começou a publicação de "Escape from the Bizarro World". A história desenvolve o conceito do supervilão Bizarro, conforme apresentado por Johns, estabelecendo-o não como uma simples versão "ao contrário" de Superman, mas sim uma versão distorcida. Powell afirmaria em entrevista: "Quis retratá-lo como um Superman Frankenstein. Não malvado de verdade. Simples e incompreendido". As três edições apresentaram uma trama sombria, mas com momentos de humor e um Bizarro "surpreendentemente humanizado".
Em entrevista, Johns se declarou fã do trabalho de Powell, que foi procurado pela DC Comics para ilustrar as três edições, apresentando o Mundo Bizarro — que seria povoado por versões "bizarras" de outros super-heróis da editora. O pai adotivo de Superman, Jonathan Kent, tem um papel central na história, continuando uma temática estabelecida por Johns em Last Son de abordar as relações entre pais e filhos e a própria "humanidade" do herói alienígena nas suas histórias. Pouco antes da publicação de Fuga do Mundo Bizarro, Johns declarou novamente que pretendia continuar a parceira com Donner nos roteiros da revista, e que a dupla ainda pretendia contar uma história com o personagem Mister Mxyzptlk após Superman and the Legion of Super-Heroes — planos que não se concretizariam, pois a agenda de Donner só o permitiu colaborar até a conclusão de Fuga do Mundo Bizarro e O Último Filho, e Johns escreveria as duas histórias seguintes, Superman e a Legião de Super-Heróis e Brainiac, sozinho.

## Enredo
Martha Kent: Foi horrível, Clark. Soava como você, mas era frio e oco. Com olhos acinzentados, vazios. Colocou Jonathan num tipo de foguete disforme e saiu voando.

Superman: O papai vai ficar bem. Bizarro não é como Lex Luthor ou o Parasita. Ele não quer me ferir nem a ninguém de quem gosto.

Martha: O que ele quer?

Superman: É sempre difícil dizer. É meu clone imperfeito. Tem a maioria das minhas memórias, mas estão todas misturadas. Uma vez, foi ao Planeta Diário de terno e óculos. Em outra, peguei-o tentando derreter toda a neve ao redor da Fortaleza da Solidão.

Um ano após os eventos de Crise Infinita, Superman se recuperou da perda temporária de seus poderes e pouco depois de encontrar uma criança kryptoniana, enfrentou Bizarro após o mesmo ter sido torturado por muito tempo pelo vilão Lex Luthor, que pretendia controlar a criatura. Superman tentou adotar o garoto, batizando-o como "Chris Kent", e buscou ajuda de seus pais e de Batman para isso. Chris era na verdade "Lor-Zod", e vinha de um aprisionamento numa dimensão chamada "Zona Fantasma". Seguindo-lhe, veio ao planeta Terra uma invasão comandada por seu, o general kryptoniano Zod. Para deter o ataque de Zod, Superman se aliou a Luthor e aos vilões Metallo e Parasita, além de Bizarro, controlado por Luthor. A batalha foi parcialmente bem-sucedida: Zod foi derrotado, mas Chris acabou aprisionado na Zona Fantasma. Após o confronto, Lex Luthor e os vilões foram presos, mas o monstro Bizarro desapareceu.
Jonathan e Martha Kent estão dormindo dentro de sua residência em Smallville, no Kansas, quando uma criatura cinzenta invade a casa e chamando Jonathan de "papai", sequestra-o, murmurando as palavras "sol azul" enquanto vai embora num foguete. No dia seguinte, Superman está no local e Martha lhe conta o que havia acontecido e, perguntando quem era aquela criatura semelhante a ele. Clark explica que Bizarro é um clone seu, mas que embora já tivesse matado antes, não tinha a intenção de ferir ninguém. Superman vai até a Fortaleza da Solidão, e utilizando a tecnologia kryptoniana, descobre um planeta que orbita um sol azul.
A inteligência artificial da Fortaleza alerta Superman sobre os efeitos que a radiação de uma estrela azul, mais nova que o sol amarelo da Terra, teria sobre seus poderes e sobre os poderes de Bizarro, que provavelmente seriam aumentados. Superman viaja até o planeta, que possui um formato único, cúbico, e lá enfrenta uma população de "Bizarros". Desmaiado, Superman relembra sua infância como Clark Kent e os ensinamentos de seu pai adotivo, enquanto é arrastado para o esconderijo de Bizarro, que revela seu plano: destruir o "Mundo Bizarro" que ele mesmo havia criado três meses antes para habitar. O contato com o sol azul fez com que Bizarro desenvolvesse uma "Visão Bizarro", capaz de criar seres zumbificados semelhantes a ele.
A população do Mundo Bizarro odeia seu "herói", e Luthor Bizarro, elabora um plano para conseguir isso: libertar "Apocalypse Bizarro", um monstro forte o suficiente para derrotá-lo. Bizarro explica que se sente isolado e que queria que ele e Superman compartilhassem da mesma solidão. A Fortaleza da Solidão de Bizarro é invadida pela criatura, que destrói algumas das cópias criadas pela "Visão Bizarro". Enquanto Bizarro e Apocalypse Bizarro lutam, Superman consegue libertar Jonathan Kent e ambos fogem dali, mas se veem cercados por Luthor Bizarro e uma multidão.
A luta de Bizarro e Apocalypse Bizarro se estende até às proximidades do local onde Superman e a multidão de Bizarros está, e pouco depois que Superman decide ajudar Bizarro na luta, surge uma nova que cai sobre Apocalypse Bizarro. De seu interior, saem os membros da "Liga da Justiça Bizarro", incluindo um "Lanterna Amarelo" que durante a batalha é dominado pelo anel energético que utilizava e obrigado a comparecer ao planeta Qward para "preparações do ataque terrestre". Quando Bizarro percebe que havia perdido um membro da sua Liga da Justiça, usa sua "Visão Bizarro" sobre Batman Bizarro para a partir dele criar três novas criaturas: Aquaman Bizarro, Arqueiro Verde Bizarro e Robin Bizarro, que são rapidamente mortos pelo Apocalypse Bizarro. Jonathan Kent começa a desenvolver superpoderes, e auxilia Superman na luta contra o Apocalypse Bizarro.

Bizarro se despede de Jonathan Kent com um presente, mostrando compreender o que havia sido com ele para ajudá-lo a ser "o maior herói" do Mundo Bizarro.

Após derrotarem Apocalypse Bizarro, Superman e Jonathan Kent encontram Bizarro, e pensam numa solução para ajudá-lo: Superman começa a consertar todo o planeta, e a população entra em pânico. Bizarro começa a destruir tudo e, ao "vencer" Superman sob a promessa de nunca deixá-lo construir nada, é aclamado como "Bizarro número 1" pela população, pois ao verem Superman consertar as coisas, entendiam que ele as estava destruindo, visto que os Bizarros enxergam as coisas de forma invertida. Sendo assim, era Bizarro quem os estava ajudando, ao destruir tudo.
Superman e Jonathan Kent se preparam para ir embora, e se perguntam se Bizarro conseguiu entender o plano dos dois, quando a criatura surge e, em agradecimento, presenteia Jonathan com um traje de super-herói. Os dois adentram numa nave e retornam ao Planeta Terra. Bizarro inicialmente se despede deles com um "oi", mas posteriormente consegue dizer "tchau". De volta à Terra, Jonathan já não apresenta mais nenhum resquício dos superpoderes que obtera, e na fazenda dos Kents em Smallville, Superman agradece seu pai "por garantir que nunca ficasse sozinho, mesmo que pensasse que estava".

## Relação com a continuidade
Chris Kent apareceria como um dos personagens das histórias escritas por Kurt Busiek na revista Superman, incluindo O Terceiro Kryptoniano, publicada em 2007, como se Clark e Lois realmente o tivessem adotado, como fora cogitado durante parte da história apresentada em Last Son, cuja conclusão não fora publicada até 2008, em Action Comics Annual #11.
Na conclusão da história, Chris menciona que "conheceu Robin" pouco antes de voltar a ser aprisionado na Zona Fantasma, entretanto, pela ordem em que a história acontece, não estava claro o tempo em que esse encontro teria ocorrido, pois toda a trama aparenta acontecer de forma contínua. Da mesma forma, não estava suficiente clara a ordem em que a história de Busiek publicada entre as edições 842 e 844 se encaixava com outras duas tramas de Johns publicadas em 2007 — notadamente, Fuga do Mundo Bizarro e Superman e a Legião de Super-Heróis.
Questionado a respeito das incongruências, o editor Matt Idelson esclareceria que a equipe não podia esperar a conclusão de Last Son e impedir que Busiek utilizasse Chris em suas histórias na revista Superman, e que a única explicação aceitável seria de que entre a página 9 e 10 de Action Comics #846, quando Lois e Clark levam Chris para o Planeta Diário, teriam se passado várias semanas, nas quais aconteceram as histórias de Busiek em que o garoto aparecia.
Admitindo que é difícil conciliar todas as histórias, por nem sempre se conseguir respeitar a sequência e o cronograma de publicação originalmente planejado, Idelson colocaria Last Son como a história que aconteceria primeiro, seguida por "Fuga do Mundo Bizarro" e "3-2-1- Action", a história de Busiek publicada em Action Comics, cuja conclusão se daria ao mesmo tempo em que ocorrera "Superman e a Legião de Super-Heróis".
Em uma entrevista realizada após ter deixado de ser responsável pelos roteiros de Superman, Busiek esclareceria que o plano original para o personagem era outro:
"Originalmente, ele iria continuar [na Terra] após o final de 'Last Son' e partir [de volta para a Zona Fantasma] somente num momento posterior, o que acredito envolveria a trama de 'Superman and the Legion of Super-Heroes', mas essa história acabaria sendo publicada antes que 'Last Son' pudesse ser concluída. O que quer que Geoff [Johns] tivesse planejado para o personagem, ele foi impedido de fazer porque ele precisava terminar 'Last Son' antes de seguir utilizando o personagem, e os eventos que poderiam ter sido mostrados, e poderiam influenciar outras histórias, acabariam não acontecendo por causa da bagunça no cronograma"— Kurt Busiek, em 2008

## Repercussão

### Análise da crítica

Action Comics #857 (2007): Destaque para a "Liga da Justiça Bizarra", na arte de Eric Powell. As diferentes "versões bizarras" de personagens do Universo DC que foram apresentadas na história são um de seus elementos mais chamativos.

Em retrospecto, quando comparada com as outras histórias publicadas entre 2006 e 2008 em Action Comics, O Último Filho e Superman e a Legião dos Super-Heróis, Fuga do Mundo Bizarro é considerada uma contribuição "modesta" entre dois arcos de história significativos. A arte de Powell, dotada de um estilo muito diferente do habitualmente apresentado em histórias em quadrinhos americanas de super-herói, foi avaliada de forma bastante positiva, e considerada apropriada para a história, por causa de seu vilão e cenário.
O roteiros de Johns e Donner seria duramente criticado por estar, aparentemente, a serviço da arte do Powell. Dan Phillips, do site "IGN" relataria em texto que sua impressão era de que "Johns e Donner se ocuparam tanto com as várias 'versões bizarras' de personagens famosos como a Liga da Justiça, Lex Luthor e do elenco de apoio de Superman que pareciam contentes em brincar com essas recriações patetas", do que efetivamente "contar uma história interessante", e de que embora a arte de Powell para cada uma desses personagens criados para a história fosse engraçada e destacável, por sua criatividade, faltava algum propósito para a história. Os roteiros pareciam apenas querer trazer elementos da "Era de Prata" para serem destacados novamente, mas não apresentava nenhum ineditismo que tornasse a história interessante.
Alguns elementos do roteiro foram vistos de forma positiva. O destaque para o relacionamento entre Superman e seu pai adotivo, Jonathan Kent,  foi apontado como "maravilhoso", e a cena final entre os dois personagens na história foi definida como um exemplo que demonstrava que "Superman é uma criação dos Kents, e não de Krypton" — embora Chris Murman, ainda que elogiando o destaque, criticaria a ausência de uma explicação sobre a posição da história na continuidade, pois não havia nenhuma indicação do momento em que ela se passava, e se seria posterior aos eventos de O Último Filho, não havia nenhum momento em que tivesse sido mostrado quando que Bizarro teria começado a pensar que Jonathan Kent era seu pai. O "sol azul" ao redor do qual orbitava o Mundo Bizarro foi considerado um elemento interessante e cheio de potencial, mas explorado de forma insatisfatória, e os efeitos que a sua radiação tinha sobre os personagens foram vistos com estranheza. O Mundo Bizarro, as cenas de sua criação, e seus habitantes, foram apontados como um dos melhores elementos da história.
A arte de Powell, em especial quanto ao Mundo Bizarro e seus habitantes, seria elogiada por seus cenários adequadamente construídos de forma assustadora, pela caracterização "zumbificada" dos personagens bizarros. Segundo Kevin Powers, do site "Comics Bulletin", Powell conseguia incorporar influências tanto da "Era de Ouro" dos quadrinhos quanto da "Era de Prata" em sua arte, mas ainda assim apresentar um trabalho que não parecia de forma alguma datado. O fato da história ter sido integralmente publicada sem atrasos nem fill-ins também apontado à época como um ponto positivo, que garantia maior credibilidade à equipe e à revista.

### Vendas

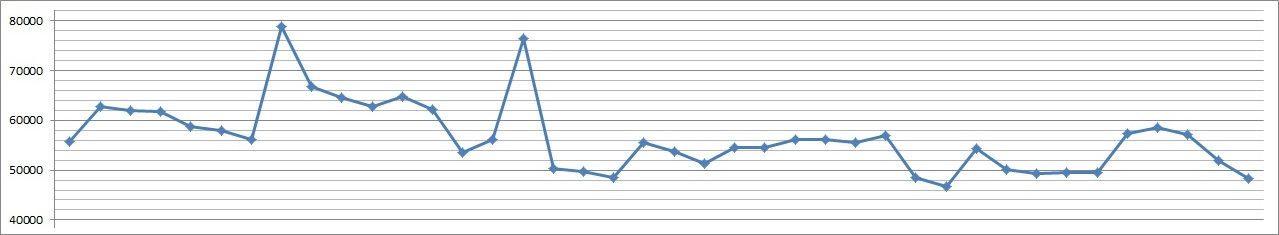
Demonstrativo de vendas da revista Action Comics entre suas edições 837 e 874, incluindo Action Comics Annual, no período de 2006 a 2009 em que principalmente Geoff Johns esteve à frente dos roteiros.

De acordo com os registros da Diamond, empresa responsável pela distribuição das revistas nos Estados Unidos, o relançamento promovido por Johns — inicialmente ao lado de Kurt Busiek — foi um sucesso razoável de vendas. As primeiras sete edições de Action Comics (837-843), com as histórias Up, Up and Away! e Back in Action mantiveram uma média razoável de vendas, sempre figurando entre as 50 revistas mais vendidas no país nos meses em que foram lançadas. A primeira edição dessa nova fase, Action Comics #837, vendeu 55 809 exemplares no mês de seu lançamento (tornando-se a 33ª revista mais vendida em março de 2006) e cerca de 13 mil exemplares adicionais no dois meses seguintes. Um ano antes, em março de 2005, a revista havia vendido cerca de 40 mil exemplares, apenas.
As edições seguintes apresentaram vendagem ainda maior nos meses em que foram lançadas: No mês seguinte, tanto Action Comics #838 e #839 venderam cerca de 62 mil exemplares, tornando-se, respectivamente, a 30ª e a 31ª revista mais vendida em maio de 2006. Em junho Action Comics #840 ficou em 33º, com 61 789 exemplares vendidos naquele mês. A  partir daí, a revista apresentaria uma leve queda, mas continuaria vendendo acima de 50 mil exemplares por mês.
O início de O Último Filho, a primeira trama que Johns escreveria ao lado de Richard Donner, representou um forte aumento nas vendas, que permaneceram na média de 65 mil exemplares por edição; com exceção da primeira edição da trama, Action Comics #844, com cerca de 79 mil exemplares vendidos em outubro de 2006, e Action Comics #851, que venderia mais de 76 mil exemplares em 2007: 46 859 de sua versão "comum" e 29 615 de sua versão impressa em 3-D.
A conclusão de O Último Filho, publicada no ano seguinte em Action Comics Annual #11, venderia apenas 54 307 exemplares — uma quantidade inferior, se comparada às demais edições, mas dentro da média obtida pela revista após a edição 851, inclusive durante Fuga do Mundo Bizarro. As três edições que compõem a história foram publicadas entre agosto e outubro de 2007 e venderam 55 532, 53 758 e 51 346 exemplares cada uma.